# Provincia Aysén
Aisén sau Aysén (Provincia de Aysén) este o provincie din regiunea Aysén, Chile. Provincia Aysén are o populație de 26.858 locuitori (2012) și o suprafață de 46588,8 km2.